# Animawings
Animawings — румунська авіакомпанія, що має базу в аеропорту Бухарест, Румунія. 25 % акцій авіакомпанії належить Aegean Airlines, 75 % — туроператору Memento Group.

## Історія
У березні 2020 року було оголошено, що Aegean Airlines придбали 25 % акцій авіакомпанії.
У липні 2020 року авіакомпанія отримала сертифікат повітряного експлуатування (англ. Air Operating Certificate (OAC)) та розпочала експлуатацію чартерних рейсів.
У січні 2021 року авіакомпанія розпочала продаж квитків на власному вебсайті з 11 аеропортів Румунії до пунктів призначення в Африці, Європі та на Близькому Сході

## Флот
Флот Станом на січень 2021:
| Тип             | В дії | Замовлено | Пасажирів | Примітки |  |
| --------------- | ----- | --------- | --------- | -------- |  |
| Airbus A320-200 | 1     | —         | 174       |          |  |
| Разом           | 1     | —         |           |          |  |

Також Animawings орендує літаки Airbus A320neo у Aegean Airlines